# Centre National d'Entraînement Commando
Il Centre National d'Entrainement Commando è un centro dell'esercito francese, noto anche con l'acronimo CNEC - 1°  Reggimento d'Assalto, spesso abbreviato in CNEC, è un luogo di addestramento per le forze speciali-commando situato a Mont-Louis e Collioure nel dipartimento dei Pirenei Orientali che dipende dal  "Commandement de l'entrainement au combat interarmes" (Comando di addestramento e dalle scuole di combattimento combinato interarmi). L'obiettivo della formazione del Centro è quello di far acquisire alcune tecniche specifiche e di porre l'allievo in una situazione di stress (allerta permanente) e di affaticamento fisico (mediante una successione di attività intense diurne e notturne). Collocato in condizioni difficili, l'allievo deve imparare a gestire la propria apprensione e a trovare risorse sufficienti per portare a termine il compito assegnatogli.

## Storia

### Inizi
Creato il 1º gennaio 1964 a partire dall'11a Mezza Brigata paracadutisti d'assalto e in particolare dal 1° Battaglione paracadutisti d'assalto, il Centro Nazionale di Addestramento Commando, noto anche come CNEC, è un centro unico e specializzato per l'addestramento dei commando in Francia. Dopo il suo scioglimento, avvenuto il 31 dicembre 1963, il gagliardetto del 1° Battaglione d'assalto si unì alla bandiera del 1° Reggimento d'assalto.
Con il ritorno delle truppe francesi dall'Algeria nel 1961, i metodi di addestramento delle truppe d'assalto vennero riconosciuti per la loro efficacia in termini di rafforzamento.
Furono creati dieci centri nella Francia continentale e in Germania, il più delle volte in austere fortificazioni. Il primo centro di addestramento per commando creato in Francia è il centro di addestramento per commando (CEC) di Givet, a Fort Charlemont, nel dipartimento delle Ardenne. Fu progettato nel 1961 e messo in servizio nel 1962 da e per l'11a Divisione di Intervento Leggero (11th DLI), una divisione paracadutisti creata nel 1961 dalla 10a e 25a Divisione Paracadutisti  (DP) .dell'Algeria 1° Commando paracadutisti e ai Paracadutisti zappatori della 61a Compagnia di Genio aviotrasportato  (61° CGAP) di ritorno dall'Algeria, una compagnia del 17°  Battaglione di genio aviotrasportato (17 e BGAP). La sezione base del 61° CGAP divenne “CEC dell’11 °  DLI” il 28 ottobre 1961.
Da parte sua, creato a partire dal 1964, il CNEC di Mont-Louis e Collioure ha formato i quadri dell'esercito francese e ha accolto anche reparti speciali e allievi stranieri provenienti dalla Gran Bretagna, dalla Germania, dal Belgio, dalla Spagna, dagli Stati Uniti e dal Marocco. Occasionalmente ospitava unità formate. Il programma era strutturato attorno alle stesse invarianti: corsi di audacia individuali e collettivi, attraversamenti, utilizzo di esplosivi, combattimento corpo a corpo, navigazione, combattimento ravvicinato anticarro, ecc. Durante l'inverno, gli istruttori e i supervisori, titolari di brevetti di alpinismo e di sci militare, supervisionavano i corsi freddi (a 1.600 m di altitudine, Mont-Louis è la guarnigione più alta di Francia): uscite sugli sci, discesa, risalita (con pelli di foca), bivacchi negli igloo.
Al termine del corso di addestramento di tre settimane presso un CEC, all'intera unità, ufficiali e semplici soldati, veniva conferito un distintivo di "addestramento commando", affiancato dal numero associato al centro (n.  1 per il CNEC).
- Distintivo d'oro di "monitore" per sottufficiali dopo cinque settimane di addestramento al CNEC; Esisteva anche un corso di formazione di otto settimane per i sottufficiali.
- Distintivo d'oro "istruttore" per gli ufficiali dopo otto settimane di addestramento al CNEC; Il corso di formazione per il gruppo ufficiali attivi (GOA) della Scuola di formazione di fanteria di Montpellier, svoltosi a giugno, è durato solo quattro settimane ma ha conferito la qualifica di "Istruttore": coloro che non hanno superato o non hanno potuto partecipare alle quattro Sono stati convocati nuovamente corsi di - settimane, ma per un corso di otto settimane.

Si ricorda che viene organizzato un corso di formazione interno per aggiornare le competenze dei dirigenti, dei supervisori e degli istruttori del CNEC, provenienti dai corpi di truppa: pertanto, in genere, non dà luogo al rilascio di un attestato.

### Oggi
Rispondendo a un'esigenza operativa delle forze armate, il CNEC accoglie ogni anno più di duemila tirocinanti per seguire un addestramento impegnativo. A seconda dei reggimenti di appartenenza o delle scuole, questi allievi ricevono il certificato di iniziazione o di "iniziatore" (due settimane per la Scuola nazionale dei sottufficiali in servizio attivo), l'"indurimento" (qualifica parziale al termine del corso di formazione degli istruttori), la specializzazione commando (riservato a certi corpi di forze speciali il cui addestramento è una parte obbligatoria del loro addestramento), o il certificato di addestramento (1° livello)  , il certificato di istruttore di tecniche di commando (2° livello), quattro settimane di addestramento) o istruttore di tecniche di commando ( 3° livello  , anche quattro settimane di allenamento). Il distintivo di istruttore di commando è riservato ai dirigenti assegnati per due anni alla posizione di istruttore presso il CNEC. Oltre ai corsi di potenziamento, vengono fornite anche diverse qualifiche (DAA: distaccamento di supporto all'autorità, istruttore e monitor C4 , corso di sopravvivenza, ecc.)
Le due sedi complementari del CNEC consentono di svolgere attività diverse. A Mont-Louis, l'enfasi è posta sull'attraversamento delle rocce, sull'uso di esplosivi, sull'arrampicata e persino sulle tecniche di intervento operativo a distanza ravvicinata . L'ambiente nautico di Collioure è più propizio al “finning ”, alla navigazione o addirittura al combattimento in zone urbane, a Fort Béar.
L'obiettivo della formazione è quello di acquisire alcune tecniche specifiche e di porre l'allievo in una situazione di stress (allerta permanente) e di affaticamento fisico (mediante una successione di attività intense diurne e notturne). Collocato in condizioni difficili, deve imparare a gestire la propria apprensione e a trovare risorse sufficienti per portare a termine il compito assegnatogli.
Il motto del CNEC: "En Pointe Toujours" è tratto dal 1°  Battaglione paracadutisti d'assalto.

### I percorsi arditi
Le mura della cittadella militare di Mont-Louis servono da supporto per i vari percorsi di audacia necessari all'acquisizione del know-how messo in atto durante l'addestramento. I colori di questi percorsi determinano i vari livelli di difficoltà e ogni percorso offre ostacoli diversi (corde a maglie, ponti di fortuna, passerelle, teleferiche di tutti i tipi, rampe, ecc.). Ogni errore su questi ostacoli viene immediatamente penalizzato. Tuttavia, tutti i percorsi vengono effettuati in condizioni di sicurezza ottimali.
I diversi tipi di corsi ardimento sono i seguenti:
- il sentiero blu, che è un percorso introduttivo situato all'interno della cittadella;
- le piste gialle e viola, che sono tracce per un gruppo di allievi; infatti gruppi composti ognuno da dieci elementi, muniti di zaino, arma e casco, gli allievi devono superare molteplici ostacoli, senza perdere nulla e seguendo gli ordini del capogruppo che definisce una strategia per superare ogni ostacolo; si tratta di una vera e propria scuola di commando dove il ruolo di ogni persona è essenziale per il successo del gruppo;
- la pista rossa, che è una pista individuale cronometrata, utilizzata per la formazione degli istruttori;
- la pista nera, fissata sul muro esterno della cittadella, che è la pista “ammiraglia” del CNEC; molto ariosa, è la più conosciuta e soprattutto la più audace; chiude il tirocinio da istruttore.

### Distintivo
Ripresa del distintivo del 1° Battaglione d'assalto: tondo dorato con fondo granuloso, carta della Francia divisa in fasce di azzurro scuro, bianco e rosso, ornata da un paracadute con cupola e sospensioni d'argento, ornata da una spada bassa del lo stesso posto su una barra.
Per il distintivo da manica, utilizzare il distintivo dell'11 ° Battaglione Paracadutisti d'assalto (1946-1955) e dell'11 °  Demi-Brigata paracadutisti d'assalto (1955-1963).

### Bandiera
Il CNEC è incaricato della bandiera del 1°  Reggimento d'assalto , le cui pieghe recano, cucite in lettere dorate, le seguenti iscrizioni 2, 3:
- Corsica 1943
- Isola d'Elba 1944
- Capo Negro - Tolone 1944
- Alta Alsazia 1944-1945
- Indocina 1947-1948, 1951-1954
- AFN 1952-1962.

### Decorazioni
La sua cravatta è decorata con la "Croce di guerra 1939-1945" con tre palme e la "Croce di guerra dei teatri operativi esterni" con due palme.
La bandiera è decorata con la "fourragère" nei colori del nastro della croce di guerra 1914-1918 con un'oliva nei colori del nastro della croce di guerra 1939-1945 e la "fourragère" nei colori del nastro della croce di guerra TOE . È l'eredità del 1º Battaglione paracadutisti d'assalto .

### Canto
Il Cnec ha conservato il canto del 1º battaglione d'assalto, "Adieu du battalion de choc", creato in Corsica nell'ottobre 1943 su musica della Sig.ra Altieri:
1er
La route vers l'inconnu est toujours bien venue,
Le but est devant nous, braquant les armes.
La défaillance exclue, plus rien ne compte plus,
Pour nous c'est le devoir, pour vous les larmes
Refrain
L'heure a sonné, adieu belle fille,
Nous repartons vers notre destin.
Loin du pays, loin de la famille,
Nous nous en allons par les chemins.
Le cœur léger avec un sourire,
Les yeux fixés sur l'horizon.
Les compagnies en marche s'entre-admirent,
Chantons en chœur à pleins poumons :
"En pointe toujours !", ce cri nous appelle,
Nous sommes ici taillés d'un bloc.
Tous en avant, adieu à la belle,
Adieu du bataillon de choc.
La strada verso l'ignoto è sempre benvenuta,
L'obiettivo è davanti a noi, con le armi puntate.
Escluso il fallimento, nient'altro importa,
Per noi è un dovere, per te lacrime
Ritornello
Il momento è giunto, addio bella ragazza,
Stiamo tornando verso il nostro destino.
Lontano da casa, lontano dalla famiglia,
Stiamo andando lungo le strade.
Con il cuore leggero e un sorriso,
Occhi fissi sull'orizzonte.
Le compagnie in marcia si ammirano a vicenda,
Cantiamo a squarciagola:
"Sempre in prima linea!", ci chiama questo grido,
Qui siamo ricavati da un unico blocco.
Tutti avanti, addio alla bellezza,
Addio al battaglione d'assalto.»

### Diversi centri di addestramento commando (CEC)
Per i primi dieci CEC menzionati, il loro numero d'ordine appare all'inizio della riga (tra parentesi è menzionato il nome del reggimento che fornisce il personale al centro):
- Mont-Louis (centro nazionale unico, 1a Choc);
- Givet, forte di Charlemont] (9° RZ);
- Quélern (11° RIMa);
- Vieux-Brisach (131° RI);
- Treviri (7° RI);
- Margival, Wolfsschlucht II b ( 129° RI  );
- Kehl (110° RI);
- Pont-Saint-Vincent , Forte Pélissier ( 26° RI  );
- Les Rousses, forte di Rousses ( 23° RI  );
- Berlino (46° RI);
- Bonifacio (30° RI);
- Gibuti, Arta-Gibuti, centro di addestramento al combattimento del 5° Reggimento di armi combinate d'oltremare (5° RIAOM) e Holl-Holl dell'esercito gibutiano;
- Nuova Caledonia, centro di addestramento al combattimento nautico del Pacific Marine Infantry Regiment - Nuova Caledonia (RIMaP-NC);
- Gabon  centro di addestramento al combattimento nella foresta gabonese (Foga) del 6° Battaglione di fanteria.